# Begonia acutifolia
Espèce
Synonymes
- Begonia acuminata Dryand.[1]
- Begonia hamiltoniana Lehm.[1]
- Platycentrum hamiltonianum Miq.[1]
- Tittelbachia hamiltoniana (Miq.) Regel[1]

Begonia acutifolia est une espèce de plantes à fleurs de la famille des Begoniaceae. Ce bégonia est originaire des Antilles : Cuba et Jamaïque. Hors de son habitat naturel, il peut être cultivé.

## Description
Begonia acutifolia fait partie des bégonias arbustifs. C'est une plante vivace, dépourvue de tubercule. La feuille forme un lobe asymétrique, terminé en pointe. Le pétiole teinté de rouge fait un angle avec le lobe de la feuille, et celle-ci est uniformément vert foncé et très dentelée, ce qui distingue principalement ce bégonia cubain du Begonia cubensis. La plante fleurit en panicule blanches. Les fleurs mâles ont trois tépales, tandis que les fleurs femelles en ont cinq. Le fruit est une capsule ailée, ovale, mais triangulaire en coupe, qui contient de minuscules graines.

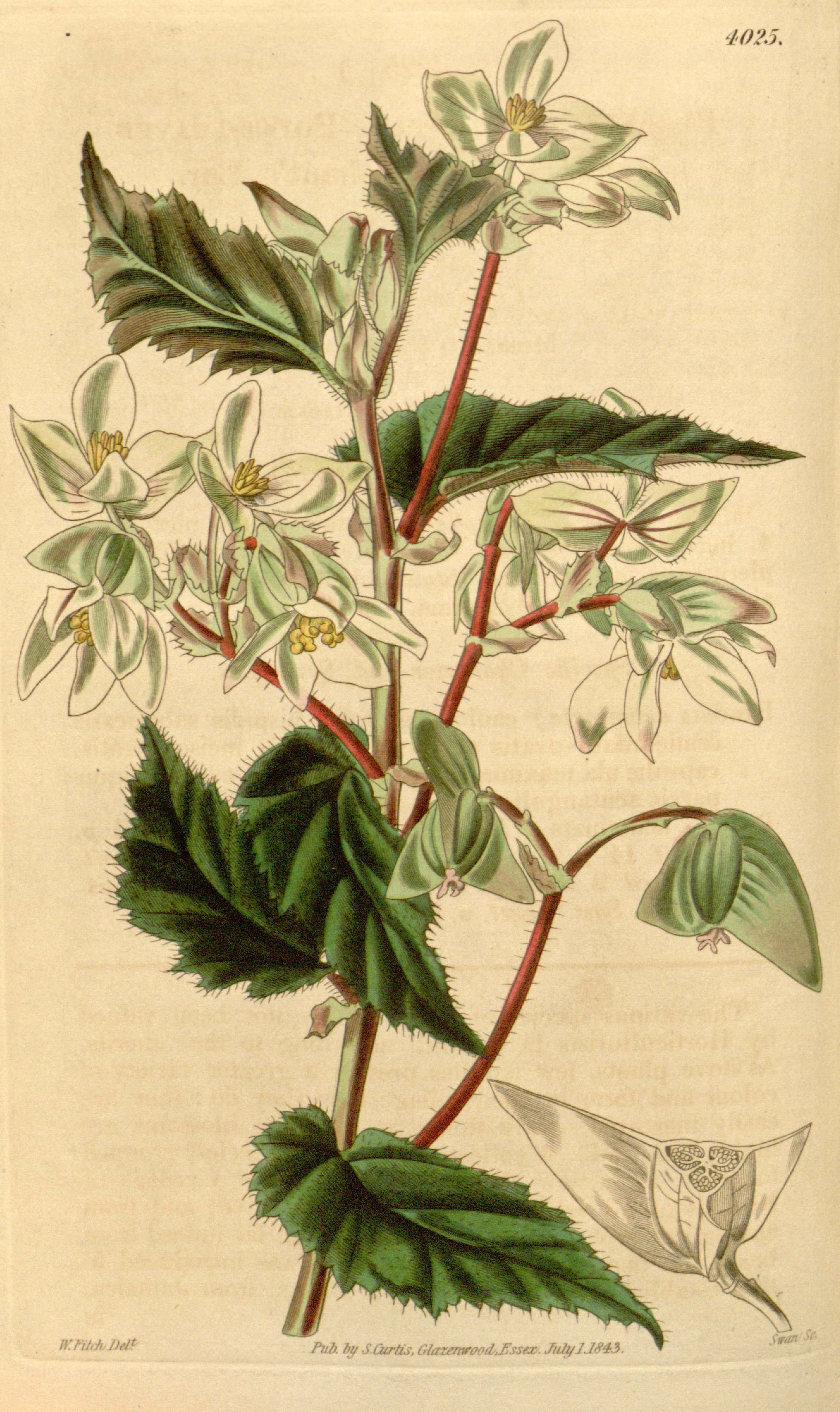
Planche botanique
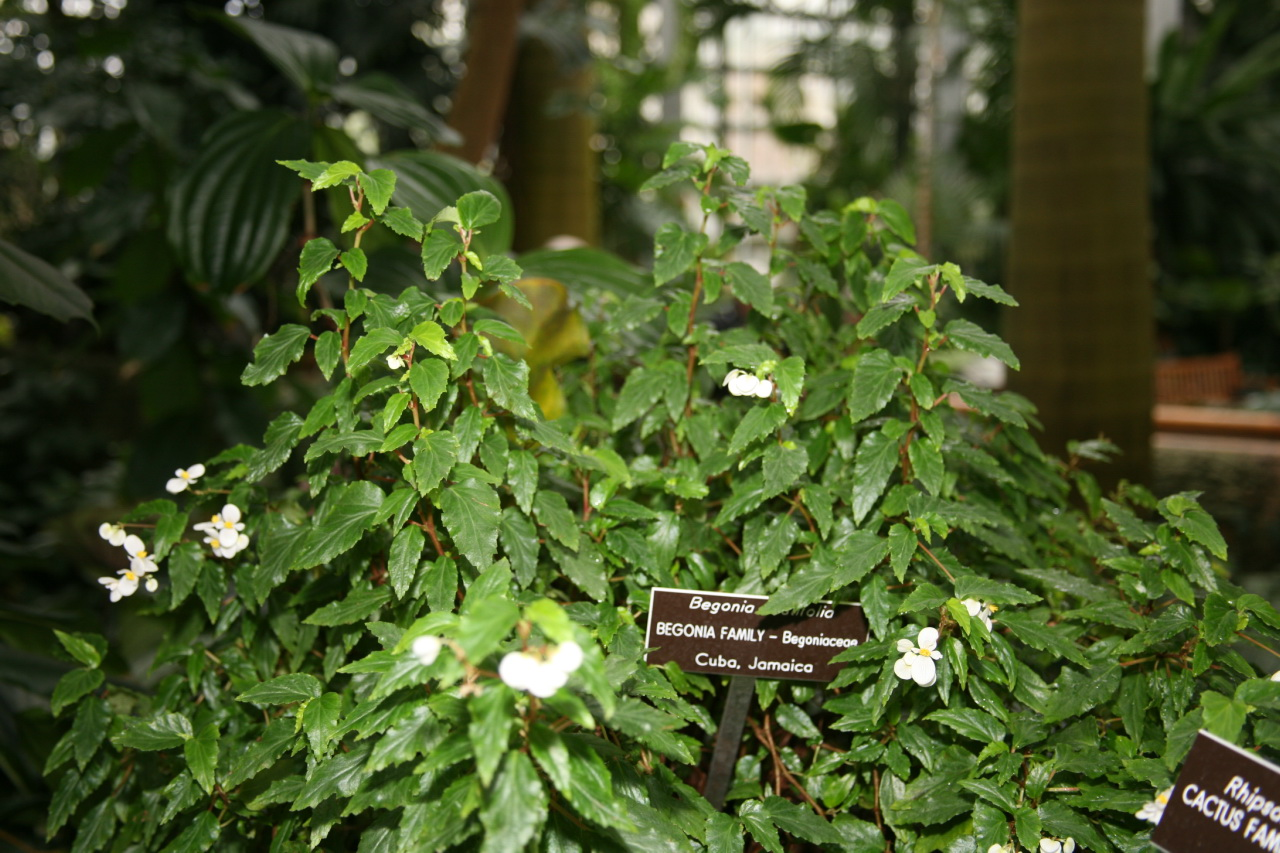
Forme blanche
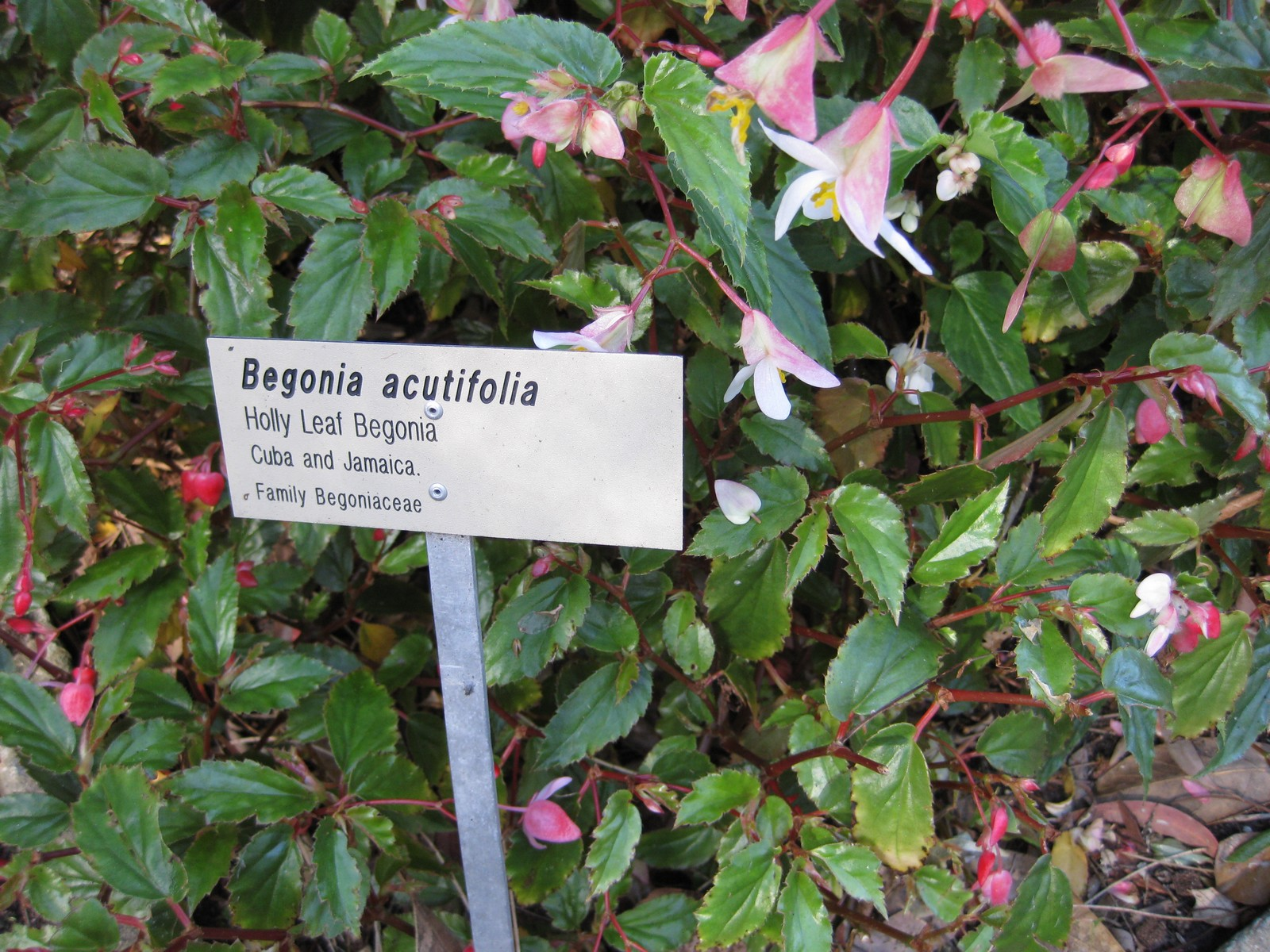
Forme colorée
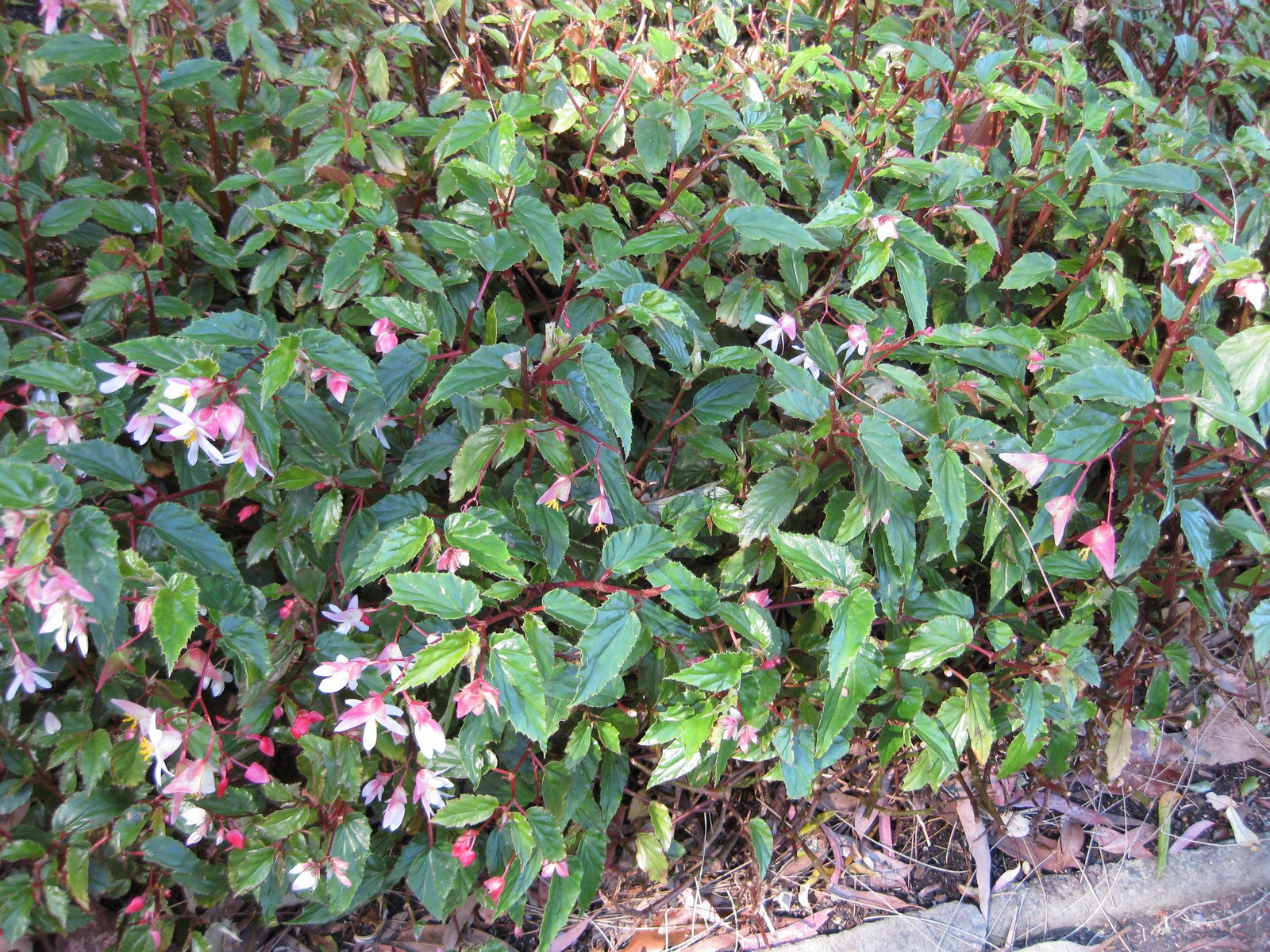
Vue d'ensemble de la plante

## Répartition géographique
Begonia acutifolia est endémique des Caraïbes. Elle est originaire des montagnes jamaïquaines et ne pousse de façon naturelle qu'à Cuba et la Jamaïque.

## Classification
L'espèce fait partie de la section Begonia ; elle a été décrite en 1787 par le botaniste néerlandais Nikolaus Joseph von Jacquin (1727-1817). L'épithète spécifique, acutifolia, signifie « à lobe aiguisé », en référence au feuillage en forme de faux.
Publication originale : N. J. Jacquin, Collectanea 1: 128. 1786[1787].

### Liste des variétés
Selon Tropicos (23 octobre 2016) :
- variété Begonia acutifolia var. denudata Houghton

## Culture
Cultivé, il préfère l'ombre, mais s'il est bien arrosé il se teinte de rose au soleil.